# Tapinoma andamanense
Tapinoma andamanense é uma espécie de formiga do gênero Tapinoma.